# Naturschutzgebiet Wamecke – Wilde Aar
Das Naturschutzgebiet Wamecke – Wilde Aar mit einer Größe von 66,35 ha liegt westlich von Titmaringhausen im Stadtgebiet von Medebach. Es wurde 2003 mit dem Landschaftsplan Medebach durch den Hochsauerlandkreis als Naturschutzgebiet (NSG) ausgewiesen. Das NSG ist Teil des Europäischen Vogelschutzgebietes Medebacher Bucht (DE-4717-401). Das NSG grenzt im Westen an Hessen und im Osten ans Dorf.

## Gebietsbeschreibung
Im NSG handelt es sich um Talbereiche der Wamecke und der Wilden Aar mit Wald und Grünland, wobei die Wamecke im NSG entspringt und in der Ortslage östlich des NSG in die Wilden Aar mündet. Im Grünland finden sich Mager- und Feuchtgrünland. 

## Tier- und Pflanzenarten im NSG
Im NSG brüten Heckenbrüter wie Neuntöter.
Im NSG kommen gefährdete Pflanzenarten vor. Auswahl vom Landesamt im Gebiet dokumentierter Pflanzenarten: Acker-Minze, Acker-Witwenblume, Ährige Teufelskralle, Aronstab, Bach-Nelkenwurz, Bachbunge, Berg-Platterbse, Besenheide, Blauer Eisenhut, Blutwurz, Borstgras, Breitblättriger Dornfarn, Breitblättriger Thymian, Brennender Hahnenfuß, Christophskraut, Dreizahn, Echter Baldrian, Echter Wurmfarn, Echtes Johanniskraut, Echtes Labkraut, Echtes Mädesüß, Echtes Springkraut, Eichenfarn, Einbeere, Frauenfarn, Färber-Ginster, Gänseblümchen, Gamander-Ehrenpreis, Geflecktes Johanniskraut, Geflecktes Knabenkraut, Gegenblättriges Milzkraut, Gelber Eisenhut, Gelbes Sonnenröschen, Gewöhnliche Goldnessel, Gewöhnliche Kreuzblume, Gewöhnliches Ferkelkraut, Gras-Sternmiere, Großer Wiesenknopf, Großes Hexenkraut, Hain-Gilbweiderich, Hain-Sternmiere, Harzer Labkraut, Heide-Nelke, Heidelbeere, Hunds-Veilchen, Kleine Bibernelle, Kleine Braunelle, Kleiner Baldrian, Kleiner Klappertopf, Kleiner Wiesenknopf, Kleines Habichtskraut, Knolliger Hahnenfuß, Kohldistel, Kriechende Hauhechel, Kriechender Günsel, Kuckucks-Lichtnelke, Magerwiesen-Margerite, Mittlerer Wegerich, Moor-Labkraut, Pfennigkraut, Purgier-Lein, Quell-Sternmiere, Quirl-Weißwurz, Rundblättrige Glockenblume, Scharfer Hahnenfuß, Schlangen-Knöterich, Schmalblättriges Wollgras, Spitz-Wegerich, Spitzlappiger Frauenmantel, Sumpf-Dotterblume, Sumpf-Labkraut, Sumpf-Pippau, Sumpf-Schachtelhalm, Sumpf-Vergissmeinnicht, Sumpf-Weidenröschen, Vogel-Wicke, Wald-Ehrenpreis, Wald-Engelwurz, Wald-Storchschnabel, Wald-Veilchen, Wald-Ziest, Waldmeister, Wechselblättriges Milzkraut, Weißes Labkraut, Wiesen-Bärenklau, Wiesen-Flockenblume, Wiesen-Platterbse, Wilde Möhre, Wildes Silberblatt und Zaun-Wicke, 

## Schutzzweck
Das NSG dient der Erhaltung intakter, differenzierter Mittelgebirgstäler mit enger Verzahnung von montanen Wald- und Grünlandlebensräumen und dem Schutz seltener und gefährdeter Tier- und Pflanzenarten und Biotope. Das NSG dient auch der nachhaltigen Sicherung besonders schutzwürdiger Lebensräume. Wie bei allen Naturschutzgebieten in Deutschland wurde in der Schutzausweisung darauf hingewiesen, dass das Gebiet „wegen der Seltenheit, besonderen Eigenart und Schönheit des Gebietes“ zum Naturschutzgebiet erklärt wurde.